# Legio XXVIII (Cesare)
La legio XXVIII di Cesare era un'unità militare romana di epoca tardo repubblicana, la cui origine è da collegarsi all'inizio della guerra civile, quando venne costituita da emissari di Gaio Giulio Cesare (inizi del 49 a.C.). È una delle cinque legioni, insieme alle legio XXV, XXVI, XXIX e XXX arruolate tra i cittadini italici. Una tra queste legioni sarebbe stata rinominata in seguito Legio Martia come sostiene lo studioso britannico Lawrence Keppie.

## Storia
La sua formazione è da collegarsi allo scoppio della guerra civile. Venne formata da emissari di Cesare con cittadini romani inquadrati da esperti soldati della legio X che aveva combattuto in Gallia.
Questa formazione sembra sia stata costituita interamente da cittadini Marsi che erano considerati valorosi e combattivi guerrieri. Giulio Cesare l'avrebbe ribattezzata Legio Martia, sia per la sua provenienza sia per il coraggio dimostrato in battaglia. Il nome dei Marsi e della loro terra Marsia indica appunto l'appartenenza a Marte Dio della Guerra, nome dato dai Romani a questo popolo, gli italici mai conquistati, l'unico insediamento romano che si affacciava alle terre della Marsia è stato Alba Fucens nel 304/303 a.C.
Fu probabilmente una di quelle legioni che parteciparono alla campagna di Cesare in Spagna, a Lerida (giugno-agosto del 49 a.C.). In seguito partecipò anche alla campagna in Africa di Cesare ed alla vittoriosa battaglia di Tapso (4 aprile del 46 a.C.). Di nuovo tornò in Spagna e partecipò alla battaglia di Munda (17 marzo del 45 a.C.).
Dopo la morte del dittatore (15 marzo del 44 a.C.), rimase in Spagna insieme alla legio XXX, agli ordini del governatore della Hispania Ulterior, Gaio Asinio Pollione.
Passò dalla parte di Marco Antonio e combatté al suo fianco nella battaglia di Filippi contro i cesaricidi (42 a.C.). E dopo la battaglia in parte i suoi soldati vennero mandati in congedo. La troviamo ancora in Spagna nel 30 a.C.
In seguito alla riorganizzazione augustea dell'intero esercito romano, venne sciolta negli anni compresi tra il 30 ed il 14 a.C., durante i quali furono congedati tra i 105.000 ed i 120.000 veterani. Alcuni suoi veterani furono insediati a Gerace Marina e a Filippi in Macedonia.